# Орнільйос-де-Серрато
Орнільйос-де-Серрато (ісп. Hornillos de Cerrato) — муніципалітет в Іспанії, у складі автономної спільноти Кастилія-і-Леон, у провінції Паленсія. Населення — 111 осіб (2010).
Муніципалітет розташований на відстані близько 180 км на північ від Мадрида, 22 км на схід від Паленсії.

## Демографія
Динаміка населення (INE ):

## Галерея зображень

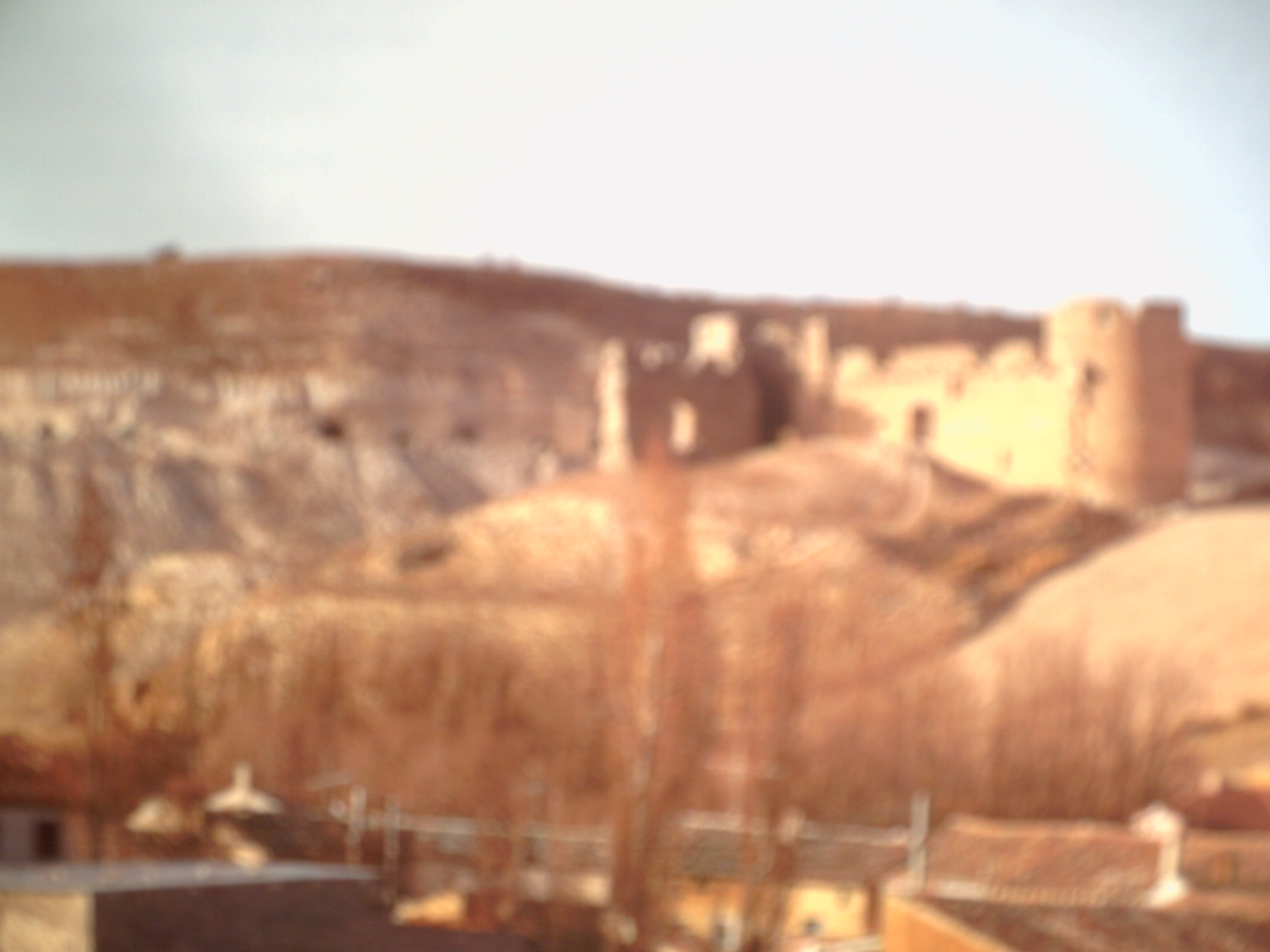
Замок